# Shoshana Zuboff
Shoshana Zuboff (født 18. november 1951 i New England, USA) er en amerikansk forfatter, professor, socialpsykolog og filosof.
Zuboff er forfatter til bøgerne I de smarte maskiners tidsalder: Arbejde og magtens fremtid (engelsk: In the Age of the Smart Machine: The Future of Work and Power) og Hjælpeøkonomien: Hvorfor virksomheder svigter individer og kapitalismens næste afsnit (engelsk: The Support Economy: Why Corporations Are Failing Individuals and the Next Episode of Capitalism), der er skrevet sammen med James Maxmin. Overvågningskapitalismens tidsalder: Kampen for en menneskelig fremtid ved magtens nye frontlinje (engelsk: The Age of Surveillance Capitalism: The Fight for a Human Future at the New Frontier of Power) samler op på centrale temaer i hendes forskning: Den digitale revolution, kapitalismens evolution, den historiske fremkomst af psykologisk individualisme og menneskets udvikling.
Zuboffs arbejde er kilden til mange begreber herunder "overvågningskapitalisme", "instrumentiansk magt", "samfundsmæssig læringsdeling", "handlingsøkonomier", "midler til adfærdsmodifikation", "informationscivilisering", "computer-medieret arbejde", "den automerende-informerende-dialektik", "arbejdsabstraktion", "individualisering af forbrug" og "kuppet fra oven".
Zuboff blev født i New England, men brugte det meste af sin opvækst i Argentina. Hun opnåede sin bachelor i filosofi ved University of Chicago og hendes Ph.D. i socialpsykologi ved Harvard University. Zuboff blev ansat ved Harvard Business School i 1981, hvor hun blev professor i erhvervsøkonomi. I 2014 og i 2015 var hun også deltidsansat ved Harvard Law School.